# Терористична атака в Кабулі (вересень 2019)
- 2 вересня 2019 року «Талібан» увечері підірвав трактор у житловому комплексі, який використовували міжнародні організації в Кабулі, Афганістан.[1] Загинуло 16 людей та поранено 119 осіб. Об'єктом нападу стали іноземні резиденти: в результаті нападу загинули п'ять громадян Непалу, двоє британців та 43-річний румунський дипломат.[2] Ще двадцять п'ять іноземних громадян були поранені, в тому числі громадяни Румунії.[3]

- 5 вересня 2019 року в укріпленому районі центрального Кабула, поблизу офісу безпеки Афганістану, було вбито щонайменше 12 людей, серед яких американський службовець і румунський солдат та понад 40 людей поранено[4]. Таліби взяли на себе відповідальність.[5][6]